# Begonia coelocentroides
Espèce
Begonia coelocentroides est une espèce de plantes de la famille des Begoniaceae.
Elle a été décrite en 2007 par Yu Min Shui et Zhi Dan Wei.